# Kecamatan Supriori Utara
Kecamatan Supriori Utara är ett distrikt i Indonesien.   Det ligger i provinsen Papua, i den östra delen av landet, 3 200 km öster om huvudstaden Jakarta. Kecamatan Supriori Utara ligger på ön Kepulauan Schouten.